# Helena (zangeres)
Héléna Bailly (Brussel, 19 februari 2002), beter bekend onder haar voornaam Helena, is een Belgisch singer-songwriter.

## Biografie
Helena werd geboren in de Brusselse wijk Ukkel. Aldaar studeerde ze logopedie alvorens ze voor een zangcarrière ging.
Rond de jaarwisseling van 2023 naar 2024 nam Helena deel aan het elfde seizoen van de castingshow Star Academy op de Franse zender TF1. Voor de show gaf ze 70 concerten. Tijdens de tournee bracht ze haar debuutsingle Aimée pour de vrai uit. Deze single bereikte de derde plaats in de Belgische Ultratop. In maart 2025 bracht Helena haar debuutalbum Hélé uit, dat de nummer 1 positie behaalde in de Franse albumhitlijst van SNEP en de Waalse Ultratop.

## Discografie

### Albums
| Jaar | Titel |
| ---- | ----- |
| 2025 | Helé  |

### Singles
| Jaar | Titel                           |
| ---- | ------------------------------- |
| 2024 | Aimée pour de vrai              |
| 2024 | Mauvais garçon                  |
| 2024 | Summer Body                     |
| 2024 | Nouveau cœur                    |
| 2025 | karma                           |
| 2025 | boule au ventre                 |
| 2025 | pieds sur terre                 |
| 2025 | tout gâcher                     |
| 2025 | je t'aime (bien)                |
| 2025 | mon piano et moi                |
| 2025 | Gentil garçon                   |
| 2025 | Tout a changé (Rien n’a changé) |
| 2025 | Mélatonine                      |
| 2025 | Adieu mon amour                 |
| 2025 | Bonne maman                     |